# Амангельды (Казыгуртский район)
Амангельды (каз. Амангелді) — село в Казыгуртском районе Туркестанской области Казахстана. Входит в состав Рабатского сельского округа. Код КАТО — 514049200.

## Население
В 1999 году население села составляло 590 человек (289 мужчин и 301 женщина). По данным переписи 2009 года, в селе проживало 595 человек (285 мужчин и 310 женщин).